# Mike S. Schäfer

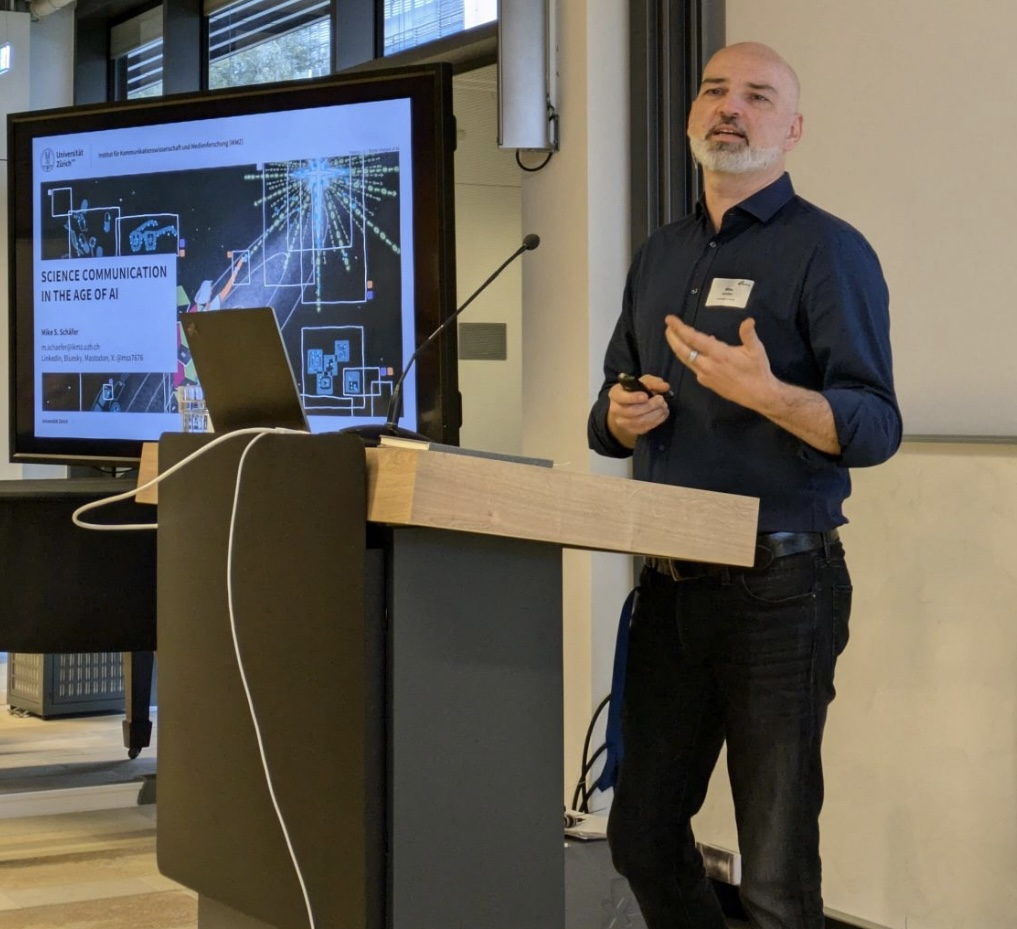
Mike S. Schäfer bei einem Vortrag am Max-Planck-Institut für intelligente Systeme, Tübingen, 2024

Mike Steffen Schäfer (* 7. Juni 1976 in Meißen) ist ein deutscher, in der Schweiz tätiger Kommunikationswissenschaftler und Soziologe. Er ist einer der führenden Forscher zu Wissenschaftskommunikation und hat Überblicks- und Grundlagenwerke wie „Forschungsfeld Wissenschaftskommunikation“, „Forschungsfeld Hochschulkommunikation“ und die „Oxford Encyclopedia of Climate Change Communication“ mit herausgegeben. Schäfer ist seit 2013 ordentlicher Professor mit Schwerpunkt Wissenschaftskommunikation und seit 2020 Direktor am Institut für Kommunikationswissenschaft und Medienforschung der Universität Zürich (IKMZ). Zugleich ist er seit 2015 Direktor des Kompetenzzentrums für Hochschul- und Wissenschaftsforschung (CHESS) und ordentliches Mitglied der acatech – Deutsche Akademie für Technikwissenschaften.

## Leben
Mike Schäfer wuchs in einer Familie auf, die keine engeren Beziehungen zur Wissenschaft hatte. In seiner Heimatstadt besuchte er die Schule und interessierte sich zunächst für Chemie. Mit 13 Jahren erlebte er den Mauerfall, was nach seinen Angaben seine weitere Entwicklung stark prägen sollte. Schäfer studierte nach dem Abitur Soziologie und Kommunikationswissenschaft an den Universitäten Leipzig und Wien sowie an der National University of Ireland.
Nach Studienabschluss war Schäfer zunächst Projektmitarbeiter am Institut für Kulturwissenschaften der Universität Leipzig, anschließend wissenschaftlicher Mitarbeiter am Institut für Soziologie der Freien Universität Berlin. Dort wurde er 2007 mit einer Arbeit zu den öffentlichen Debatten über Stammzellforschung, Humangenomforschung und Teilchenphysik promoviert. Von 2010 bis 2013 hatte Schäfer eine Juniorprofessur an der Universität Hamburg inne und leitete die Forschungsgruppe Media Constructions of Climate Change im Hamburger Bundes-Exzellenzcluster CliSAP. Schäfer war Gastwissenschaftler und Gastprofessor an der Harvard University (USA), an der University of Oxford (UK), an der University of Pennsylvania (USA), der Monash University (Australien) und am Oak Ridge National Laboratory (USA).
Seit 2013 bekleidet er den Lehrstuhl für Wissenschaftskommunikation am Institut für Kommunikationswissenschaft und Medienforschung (IKMZ) an der Universität Zürich. Im Jahr 2015 erhielt er die Berufung zum Direktor des Center for Higher Education and Science Studies (CHESS) der Universität Zürich, das sich mit Wissenschaftsforschung befasst. Schäfer ist zudem Co-Leiter der Langzeitstudie „Wissenschaftsbarometer Schweiz“.

## Forschung
Die Forschungsarbeiten von Schäfer beschäftigen sich mit Wissenschafts- und Klimawandel-Kommunikation und künstlicher Intelligenz. In jüngerer Zeit hat er sich verstärkt mit Einstellungen von Bürgerinnen und Bürgern zu Wissenschaft sowie mit wissenschaftsbezogenem Populismus und Verschwörungstheorien befasst. Zudem setzt er sich für einen unabhängigen Journalismus ein. Schäfer Forschung ist u. a. vom Schweizerischen Nationalfonds zur Förderung der wissenschaftlichen Forschung, von den Akademien der Wissenschaften Schweiz, von der Deutschen Forschungsgemeinschaft, vom Bundesministerium für Bildung und Forschung, von der EU, von der Gebert Rüf Stiftung und der Stiftung Mercator Schweiz gefördert worden. Zudem arbeitet er in der Forschung mit dem CERN, Google DeepMind und der World Health Organization zusammen. Über Schäfers Forschung berichtet haben u. a. ARD, Der Standard, Deutschlandradio, Frankfurter Allgemeine Zeitung, Guardian, Irish Times, Le Monde, Neue Zürcher Zeitung, Playboy, Spiegel Online, SRF, Tageszeitung, Times Higher Education und ZEIT.

## Mitgliedschaften in Gremien u.a.
Schäfer ist ordentliches Mitglied der acatech – Deutsche Akademie der Technikwissenschaften und Mitglied im Beirat der Fachzeitschriften Public Understanding of Science, Environmental Communication und JCOM – Journal of Science Communication sowie mehrerer nationaler und internationaler Fachgesellschaften. Zudem war Schäfer einer der Herausgeber der Oxford Encyclopedia of Climate Change Communication, Präsident der AGORA-Kommission des Schweizerischen Nationalfonds zur Förderung der wissenschaftlichen Forschung (SNF) und Mitglied des Nationalen Forschungsrates des SNF. 2020 bis 2021 war Schäfer „Thinker in Residence“ an der KVAB – Royal Flemish Academy of Belgium for the Sciences and Arts. Des Weiteren agiert er als Gutachter für den Schweizerischen Nationalfonds zur Förderung der wissenschaftlichen Forschung (SNF), die Deutsche Forschungs-Gemeinschaft (DFG), das Bundesministerium für Bildung und Forschung (BMBF), die US National Science Foundation (NSF), die German Fulbright Commission, die Volkswagen Foundation, die Nederlandse Organisatie voor Wetenschappelijk Onderzoek (NWO) sowie für den Leverhulme Trust.

## Veröffentlichungen (Auswahl)
- Schäfer, Mike S. (2023): The Notorious GPT: Science communication in the age of artificial intelligence. JCOM – Journal of Science Communication 22(02), Y02.
- Schäfer, Mike S. & Hartmut Wessler (2020): Öffentliche Kommunikation in Zeiten künstlicher Intelligenz. Warum und wie die Kommunikationswissenschaft Licht in die Black Box soziotechnischer Innovationen bringen sollte. In Publizistik 65/3: 307-331. doi:10.1007/s11616-020-00592-6
- Mede, Niels & Mike S. Schäfer (2020): Science-Related Populism. Conceptualizing Populist Demands towards Science. In Public Understanding of Science 29/5: 473-491. doi:10.1177/0963662520924259
- Birte Fähnrich, Julia Metag, Senja Post & Mike S. Schäfer (Eds., 2018): Forschungsfeld Hochschulkommunikation [The Field of University Communication]. Wiesbaden: Springer VS. Verlag, ISBN 978-3-658-22408-0
- Nisbet, Matthew, Shirley Ho, Ezra Markowitz, Saffron O’Neill, Mike S. Schäfer & Jagadish Thaker (Eds., 2018): Oxford Encyclopedia of Climate Change Communication. 3 Volumes. New York: Oxford University Press. doi:10.1093/acref/9780190498986.001.0001
- Bonfadelli, Heinz, Birte Fähnrich, Corinna Lüthje, Jutta Milde, Markus Rhomberg & Mike S. Schäfer (Eds., 2016): Forschungsfeld Wissenschaftskommunikation [The Field of Science Communication]. Wiesbaden: Springer VS. doi:10.1007/978-3-658-12898-2
- Mike S. Schäfer, Silje Kristiansen, Heinz Bonfadelli (Hrsg., 2015): Wissenschaftskommunikation im Wandel. Köln: Herbert von Halem. ISBN 978-3-86962-108-1.
- Mike S. Schäfer (2015): Climate Change and the Media. In James D. Wright (Ed.): International Encyclopedia of the Social & Behavioral Sciences, 2nd edition, Vol 3. Oxford: Elsevier. 853–859.
- Irene Neverla, Mike S. Schäfer (Hrsg., 2012): Das Medien-Klima. Fragen und Befunde der kommunikationswissenschaftlichen Klimaforschung. Wiesbaden: Springer VS., ISBN 978-3-531-17752-6.
- Jürgen Gerhards, Mike S. Schäfer, Ishtar Al-Jabiri, Juliane Seifert (2011): Terrorismus im Fernsehen. Wiesbaden: Verlag für Sozialwissenschaften. ISBN 978-3-531-18162-2.
- Mike S. Schäfer (2011): Sources, Characteristics and Effects of Mass Media Communication on Science. A Review of the Literature, Current Trends and Areas for Future Research. In Sociology Compass, 5-6, 399-412. doi:10.1111/j.1751-9020.2011.00373.x.
- Jochen Roose, Mike S. Schäfer, Thomas Schmidt-Lux (Hrsg., 2010): Fans. Wiesbaden: Verlag für Sozialwissenschaften. ISBN 978-3-531-16096-2.
- Mike S. Schäfer (2009): From Public Understanding to Public Engagement: A Comparison of Mass Media Coverage on Different Science Issues. In Science Communication 30/4, 475-505. doi:10.1177/1075547008326943.
- Mike S. Schäfer (2008): Diskurskoalitionen in den Medien. Ein Beitrag zur theoretischen und methodischen Verbindung von Diskursanalyse und Öffentlichkeitssoziologie [Discourse Coalitions in the Mass Media. On Theoretical and Empirical Connections between Discourse Analysis and a Sociology of the Public Sphere]. In Kölner Zeitschrift für Soziologie und Sozialpsychologie. 60/2, 367-397. doi:10.1007/s11577-008-0020-y
- Mike S. Schäfer (2007): Wissenschaft in den Medien. Die Medialisierung naturwissenschaftlicher Themen. Wiesbaden: Springer, Verlag für Sozialwissenschaften (VS). ISBN 978-3-531-15592-0.
- Jürgen Gerhards, Mike S. Schäfer (2006): Die Herstellung einer öffentlichen Hegemonie: Humangenomforschung in der deutschen und der US-amerikanischen Presse. Wiesbaden: Verlag für Sozialwissenschaften. ISBN 978-3-531-14964-6.